# Wolfgang Kruse
Wolfgang Kruse (* 10. September 1957 in Bielefeld) ist ein deutscher Historiker. Seine Forschungsschwerpunkte sind die Geschichte des Ersten Weltkriegs, der Französischen Revolution, der deutschen und internationalen Arbeiterbewegung und des politischen Totenkults.

## Wissenschaftliche Laufbahn
Wolfgang Kruse studierte Geschichte seit 1977 an der Universität Bielefeld, Freien Universität Berlin und Technischen Universität Berlin. Im Jahr 1990 wurde er bei Reinhard Rürup in Berlin mit der Arbeit Krieg und nationale Integration. Eine Neuinterpretation des sozialdemokratischen Burgfriedensschlusses 1914/15 promoviert. 2001 erwarb Kruse an der FernUniversität Hagen mit einer Habilitationsschrift Die Erfindung des modernen Militarismus. Krieg, Militär und bürgerliche Gesellschaft im politischen Diskurs der Französischen Revolution 1789–1799 sowie einem Probevortrag über Schinkels Neue Wache und den politischen Totenkult in der modernen deutschen Geschichte die Lehrbefugnis für Neuere Geschichte. Dort lehrt er als Akademischer Oberrat und außerplanmäßiger Professor im Arbeitsbereich Geschichte der Europäischen Moderne.
Er ist Vorstandsmitglied des Hagener Instituts für Geschichte und Biographie.

## Schriften (Auswahl)
- mit Sabine Hanna Leich: Internationalismus und nationale Interessenvertretung. Zur Geschichte der internationalen Gewerkschaftsbewegung (= Gewerkschaften in Deutschland. Band 14). Bund-Verlag, Köln 1991, ISBN 3-7663-2245-1.
- Krieg und nationale Integration. Eine Neuinterpretation des sozialdemokratischen Burgfriedensschlusses 1914/15. Klartext-Verlag, Essen 1994, ISBN 3-88474-087-3 (zugleich: Dissertation, Technische Universität Berlin, 1990).
- als Herausgeber: Eine Welt von Feinden. Der große Krieg 1914–1918 (= Geschichte Fischer. Band 13571). Fischer-Taschenbuch-Verlag, Frankfurt am Main 1997, ISBN 3-596-13571-0.
- Die Erfindung des modernen Militarismus. Krieg, Militär und bürgerliche Gesellschaft im politischen Diskurs der Französischen Revolution 1789–1799 (= Pariser historische Studien, Band 62). Oldenbourg, München 2003, ISBN 3-486-56684-9 (zugleich: Habilitationsschrift, Fernuniversität Hagen, 2000).
- Die Französische Revolution (= UTB. Band 2639). Schöningh, Paderborn u. a. 2005, ISBN 3-506-71316-7.
  - Die Französische Revolution (= UTB. Band 2639). Nachdruck, Schöningh, Paderborn u. a. 2011, ISBN  978-3-8252-2639-8.
- Der Erste Weltkrieg (= Geschichte kompakt). Wissenschaftliche Buchgesellschaft, Darmstadt 2009, ISBN 978-3-534-15446-3.
  - Der Erste Weltkrieg (= Geschichte kompakt). 2., aktualisierte Auflage, Wissenschaftliche Buchgesellschaft, Darmstadt 2014, ISBN 3-534-26447-9.
- als Herausgeber: Die Französische Revolution. Programmatische Texte von Robespierre bis de Sade (= Edition linke Klassiker). Promedia, Wien 2012, ISBN 978-3-85371-341-9.
- als Herausgeber mit Werner Daum, Eva Ochs und Arthur Schlegelmilch: Politische Bewegung und symbolische Ordnung. Hagener Studien zur politischen Kulturgeschichte. Festschrift für Peter Brandt (= Reihe Politik- und Gesellschaftsgeschichte, Band 96). Dietz, Bonn 2014, ISBN 3-8012-4216-1.
- als Herausgeber: Der Erste Weltkrieg (= Neue Wege der Forschung). Wissenschaftliche Buchgesellschaft, Darmstadt 2014, ISBN 3-534-26429-0.
- als Herausgeber: Andere Modernen. Beiträge zu einer Historisierung des Moderne-Begriffs. Transcript, Bielefeld 2015, ISBN 3-8376-2626-1.
- als Herausgeber mit Christian Fuhrmeister, Manfred Hettling und Bernd Ulrich: Volksbund Deutsche Kriegsgräberfürsorge. Entwicklungslinien und Probleme, be.bra, Berlin 2019, ISBN 978-3-95410-254-9.